# きく・こまち
『きく・こまち』は、NHK秋田放送局のラジオ第一で2017年3月まで放送されていた水曜日のローカルワイドニュース番組。
『ニュースこまち』の姉妹番組で、『NHKきょうのニュース』のローカル枠を利用して放送しており、2017年1月現在では秋田放送局のラジオで唯一のニュースや気象情報以外のローカル放送であったが、きょうのニュースがきこえタマゴ!開始による削減の影響によるローカル削減で終了した。後継番組は「秋田駅前 喫茶こまち」。

## 放送時間
- 祝日にあたらない水曜日の19:45～20:00
- プロ野球中継がある時期の月曜日・火曜日、ナイターオフの月曜日・火曜日・木曜日・金曜日は仙台から『東北ワイドニュース』を放送。日本シリーズが開催される日は休止。
- 編成の都合やきょうのニュースの延長などで休止されて全国ニュースや『東北ワイドニュース』が放送されたりすることもあるほか、拡大版として『列島リレーニュース』から差し替えで放送される。

## 放送内容
- 19:45～　オープニング
- 19:46頃　声の回覧板（リスナーと電話でトーク）
- 19:50頃　特集
- 19:55　秋田県内のニュースと気象情報（『東北ワイドニュース』の県内枠もここから）
- 19:59　エンディング

## キャスター
- NHK秋田放送局の正職員アナウンサーが持ち回りで担当。特集が録音のときは別のアナウンサーが行うこともある。[注釈 1]

## その他
- 人口減少や自然などの硬派な特集が多いが、イベントやグルメ情報も行うことがある。
- 19:55からのニュースは東北ワイドニュースとフォーマットが同じだが、開始前にジングルがありエンディングも異なっている。
- 19:45からの枠を県域にしているのは新潟（『新潟・きょうの1日』）・長野である。